# Carla Thomas
Ne pas confondre avec le chanteur américain Carl Thomas.
Pour les articles homonymes, voir Thomas et Carla Thomas (basket-ball).
Carla Thomas, née le 21 décembre 1942 à Memphis dans le Tennessee, est une chanteuse américaine de musique soul, fille du chanteur Rufus Thomas. Elle est souvent considérée comme « la reine de la soul de Memphis ».

## Biographie
Carla, la fille du chanteur, animateur et disc jockey Rufus Thomas, baigne dans la musique dès son plus jeune âge. Dès 10 ans, elle rejoint les Teen Town Singers, un groupe parrainé par la radio WDIA dans laquelle travaille son père.
À 17 ans, elle enregistre 'Because I Love You, un duo avec son père, ainsi que son frère Marvell aux claviers,  qui devient un hit et apporte son premier vrai succès au label Satellite (Stax par la suite). Ce disque attire suffisamment l'attention locale pour capter l'intérêt de Jerry Wexler d'Atlantic Records, qui signe un partenariat avec Stax.
Carla atteint une renommée nationale en 1961 avec Gee Whiz (Look at His Eyes) qui figure dans les dix premières places des catégories R&B et pop, devenant le premier disque de Memphis soul à avoir un impact national et assurant le succès du label Stax.
Durant les dix années qui suivent, 22 de ses titres figurent au hit-parade national, dont I’ll Bring It on Home to You (une réponse à Bring It on Home to Me, de Sam Cooke), Let Me Be Good to You, et surtout B-A-B-Y, signé Isaac Hayes et David Porter.
Elle est bien connue également pour ses duos avec Otis Redding sur l'album King & Queen, no 26 dans le UK Albums Chart, en particulier les enregistrements de Tramp, composé par Lowell Fulson, qui atteint le no 26 du classement pop, et la chanson Knock on Wood, de Steve Cropper et Eddie Floyd. Elle participe ensuite à la revue Stax/Volt en Europe, mais ne reste qu'une semaine, pour honorer ses autres engagements sur le sol américain. Elle est remplacée par Sharon Tandy pour la suite de la tournée.
Après Love Means…, son dernier enregistrement pour Stax en 1971, et une apparition au festival Wattstax en 1972, Carla Thomas tombe dans un relatif anonymat, en comparaison de son apogée musicale des années 1960. Elle réalise cependant des tournées occasionnelles dans les années 1980 et s'implique fortement dans le programme « Artists in the Schools » dans les écoles de Memphis. Elle connait un regain d'intérêt à partir des années 1990, avec la sortie de plusieurs compilations et de deux albums live. En 1991, elle se produit avec son père en Italie au Porretta Terme Soul Festival.
En 1993, Carla Thomas reçoit un Pioneer Award de la Rhythm and Blues Foundation. 
Elle est également présentée dans le documentaire Only the Strong Survive de D.A. Pennebaker en 2003, qui est montré au Festival de Cannes.

## Discographie

### Albums
- 1961 : Gee Whiz (Atlantic)
- 1965 : Comfort Me (Stax) – US #134, R&B #11
- 1966 : Carla (Stax) – US #130, R&B #7
- 1967 : King & Queen avec Otis Redding (Stax) – US #36, R&B #5
- 1967 : The Queen Alone (Stax) – US #133, R&B #16
- 1969 : Memphis Queen (Stax) – US #151, R&B #26
- 1969 : The Best of Carla Thomas (Stax) – US #190
- 1971 : Love Means... (Stax) – US #213, R&B #42
- 1994 : Gee Whiz: The Best of Carla Thomas (Rhino)
- 2002 : Gee Whiz (Stax) – compilation
- 2002 : Live in Memphis (Memphis International)
- 2004 : Hidden Gems (Stax) – matériel inédit enregistré entre 1960 et 1968.
- 2007 : Live at the Bohemian Caverns (Stax/Concord) – concert enregistré le 27 mai 1967 à Washington.

### Principaux singles
- 1960 : 'Cause I Love You - Carla and Rufus (Satellite)
- 1961 : Gee Whiz (Look at His Eyes) (Satellite) – US #10, R&B #5
- 1961 : A Love Of My Own (Atlantic) – US #56, R&B #20
- 1962 : I'll Bring It Home To You (Atlantic) – US #41, R&B #9
- 1963 : Gee Whiz, It's Christmas (Atlantic)[4]
- 1964 : I've Got No Time To Lose (Atlantic) – R&B #64
- 1964 : A Woman's Love (Atlantic) – R&B #71
- 1965 : How Do You Quit (Someone You Love) (Atlantic) – R&B #39
- 1965 : Stop ! Look What You're Doing (Atlantic) – US #92, R&B #30
- 1966 : B-A-B-Y (Stax) – US #14, R&B #3
- 1967 : Tramp avec Otis Redding (Stax) – US #26, R&B #2, UK #18
- 1967 : Knock On Wood avec Otis Redding (Stax) – US #30, R&B #8, UK #35
- 1969 : I Like What You're Doing To Me (Stax) – US #49, R&B #9

Voir la liste complète sur http://staxrecords.free.fr/